# Acrobasis africanella
Acrobasis africanella är en fjärilsart som beskrevs av Boris Ivan Balinsky 1994. Acrobasis africanella ingår i släktet Acrobasis och familjen mott. Inga underarter finns listade i Catalogue of Life.